# Avicii: True Stories
Avicii: True Stories är en dokumentärfilm från 2017 regisserad av Levan Tsikurishvili. Den handlar om Aviciis musikkarriär. Filmen har väckt stor uppmärksamhet både i Sverige och internationellt.